# بخش مرکزی شهرستان مبارکه
بخش مرکزی شهرستان مبارکه یکی از بخش‌های تابع شهرستان مبارکه در استان اصفهان ایران است.

## تقسیمات کشوری
- بخش مرکزی شهرستان مبارکه 
  - دهستان طالخونچه
  - دهستان دیزیچه
  - دهستان کرکوند

شهرها: مبارکه ، دیزیچه ، طالخونچه ، کرکوند
روستاها :حسن آباد تنگ بیدکان ( که به عنوان بزرگترین روستای شهرستان در بخش مرکزی مبارکه قراردارد ) مزرعه چه ، لاو ، قلعه سفید ، سورچه بالا ، حوض ماهی ، بداغ اباد ، آبرو
جمعیت این شهرستان : ۱۴۳٬۴۷۴ نفر (سال ۱۳۹۰) ۱۵۰٬۴۴۱ نفر (سال ۱۳۹۵)

## جمعیت
براساس سرشماری عمومی نفوس و مسکن در سال ۱۳۹۵، جمعیت بخش مرکزی شهرستان مبارکه برابر با ۱۲۰،۷۳۲ نفر بوده‌است.

## محصولات کشاورزی

### عمده محصولات کشاورزی
برنج(عمده این محصول در روستاها و شهر های حاشیه رودخانه زاینده رود تولید واین محصول  بخش عمده ای از محصولات کشاورزی در این شهرستان را تشکیل میدهد ، به دلیل مصرف آب زیاد تولید برنج ، کشت جایگزین در اولویت سیاستگذاریهای شهرستان قرار دارد )، جو ، گندم ، ذرت ، کلم، پیاز، سیب زمینی، هندوانه، گوجه فرنگی، خربزه ، فلفل دلمه ، خیار ، دانه های روغنی ، هویج و سبزیجات

### عمده محصولات باغی
گیلاس و زردآلو( عمده این محصول در بخش گرکن جنوبی و در باغات روستاهای فخرآباد هراتمه و احمد آباد تولید میشود ) ، هلو، آلبالو ، سیب ، آلوچه ، شلیل ، انگور( عمده این محصول در روستاهای بخش مرکزی شهرستان و در باغات روستای حسن‌آباد تنگ بیدکان تولید میشود )  ،آلو، بادام ، گردو، عناب